# José Ignacio Garmendia Mendizábal
José Ignacio Garmendia Mendizábal   (Villabona-Amasa, 4 d'abril de 1960) és un exfutbolista basc, que jugava com a porter. Milità durant 17 temporades a la Sociedad Deportiva Eibar i actualment està retirat.

## Biografia
Garmendia va néixer a Villabona, Guipúscoa. Va jugar exclusivament al club basc SD Eibar, en una carrera que va durar 19 anys. Es va quedar amb l'equip mentre competien consecutivament a la quarta, tercera i segona divisions del país, fent 322 aparicions en aquesta última.
Garmendia ingressà a la disciplina de la Sociedad Deportiva Eibar l'any 1978, on jugà fins a la seva retirada l'any 1998, és a dir, durant disset anys, fet gairebé tan sols comparable amb els setze anys de Salvador Sadurní defensant la porteria del FC Barcelona.
L'any 1986 aconseguí l'ascens de Tercera Divisió a Segona Divisió B i l'any 1988 d'aquesta a Segona Divisió A. De les 17 temporades al SD Eibar, 10 les passà a Segona Divisió.
Garmendia fou sempre titular indiscutible, salvant l'Eibar del descens en més d'una ocasió gràcies a les seves actuacions, fet que provocà que fos pretès per més d'un equip de primera divisió. Guanyà el Trofeu Zamora com a porter menys golejat de Segona Divisió en dues ocasions: 1991/92 i 1995/96.
Tenia el mot de "el carnisser" pel fet que, malgrat ser un jugador professional, regentava una carnisseria a la seva població natal de Villabona. A la seva retirada rebé un fort homenatge.

## Clubs
- Sociedad Deportiva Eibar: 1978-1998

## Títols
- 2 Trofeu Zamora de Segona Divisió: 1991/92 i 1995/96[3]